# مشمول معه
المشمول معه، ويسمى القسيم والأخ أو الأخت، هو الاسم المشمول مع اسم آخر باسم شامل واحد. كقولهم الكرسي مشمول مع الأريكة والسرير باسم الأثاث الشامل. كذلك الغزالة والناقة والسعدان مشمولات معا باسم الحيوان الشامل.